# Luge en los Juegos Olímpicos de Pekín 2022
Las competiciones de luge en los Juegos Olímpicos de Pekín 2022 se realizaron en el Circuito Nacional de Deportes de Deslizamiento, ubicado en el distrito de Yanqing, 60 km al noroeste de Pekín, del 5 al 10 de febrero de 2022.
En total se disputaron en este deporte cuatro pruebas diferentes, dos masculinas, una femenina y una mixta.

## Calendario
- Hora local de Pekín (UTC+8).

| Fecha         | Hora  | Prueba                        |
| ------------- | ----- | ----------------------------- |
| 5 de febrero  | 19:10 | Individual M (carreras 1 y 2) |
| 6 de febrero  | 19:30 | Individual M (carreras 3 y 4) |
| 7 de febrero  | 19:50 | Individual F (carreras 1 y 2) |
| 8 de febrero  | 19:50 | Individual F (carreras 3 y 4) |
| 9 de febrero  | 20:20 | Doble M (carreras 1 y 2)      |
| 10 de febrero | 21:30 | Equipo mixto                  |

## Medallistas
| Evento                       | Oro                                                                                       | Plata                                                                              | Bronce                                                                               |
| ---------------------------- | ----------------------------------------------------------------------------------------- | ---------------------------------------------------------------------------------- | ------------------------------------------------------------------------------------ |
| Masculino (5 y 6 de febrero) | Johannes Ludwig · Alemania · 3:48,735                                                     | Wolfgang Kindl · Austria · 3:48,895                                                | Dominik Fischnaller · Italia · 3:49,686                                              |
| Femenino (7 y 8 de febrero)  | Natalie Geisenberger · Alemania · 3:53,454                                                | Anna Berreiter · Alemania · 3:53,947                                               | Tatiana Ivanova · ROC · 3:54,507                                                     |
| Doble (9 de febrero)         | Tobias Wendl · Tobias Arlt · Alemania · 1:56,554                                          | Toni Eggert · Sascha Benecken · Alemania · 1:56,653                                | Thomas Steu · Lorenz Koller · Austria · 1:57,065                                     |
| Equipo (10 de febrero)       | Alemania · Natalie Geisenberger · Johannes Ludwig · Tobias Wendl · Tobias Arlt · 3:03,406 | Austria · Madeleine Egle · Wolfgang Kindl · Thomas Steu · Lorenz Koller · 3:03,486 | Letonia · Elīza Tīruma · Kristers Aparjods · Mārtiņš Bots · Roberts Plūme · 3:04,354 |

## Medallero
| Núm. | País     | Oro | Plata | Bronce | Total |
| ---- | -------- | --- | ----- | ------ | ----- |
| 1    | Alemania | 4   | 2     | 0      | 6     |
| 2    | Austria  | 0   | 2     | 1      | 3     |
| 3    | Italia   | 0   | 0     | 1      | 1     |
| 3    | Letonia  | 0   | 0     | 1      | 1     |
| 3    | ROC      | 0   | 0     | 1      | 1     |
|      | TOTAL    | 4   | 4     | 4      | 12    |